# Tenampulco
Tenampulco es una localidad del estado mexicano de Puebla. Es cabecera del municipio de Tenampulco.

## Demografía
| Censo | Población |
| ----- | --------- |
| 1900  | 914       |
| 1910  | 775       |
| 1921  | 903       |
| 1930  | 1171      |
| 1940  | 1159      |
| 1950  | 1023      |
| 1960  | 1266      |
| 1970  | 1045      |
| 1980  | 1295      |
| 1990  | 1171      |
| 1995  | 1038      |
| 2000  | 1120      |
| 2005  | 1069      |
| 2010  | 1109      |
| 2020  | 1121      |